# Zemplínske Hradište
Zemplínske Hradište este o comună slovacă, aflată în districtul Trebišov din regiunea Košice. Localitatea se află la altitudinea de 104 m deasupra n.m., se întinde pe o suprafață de 20,17 km2 și în 2017 număra 1.166 de locuitori.

## Istoric
Localitatea Zemplínske Hradište este atestată documentar din 1328.

## Demografie
| An:                | 1994 | 2004   | 2014   | 2024   |
| ------------------ | ---- | ------ | ------ | ------ |
| Număr de persoane: | 1166 | 1150   | 1136   | 1084   |
| Diferență:         |      | −1,37% | −1,21% | −4,57% |

| An:                | 2023 | 2024   |
| ------------------ | ---- | ------ |
| Număr de persoane: | 1099 | 1084   |
| Diferență:         |      | −1,36% |